# Myōken Bosatsu

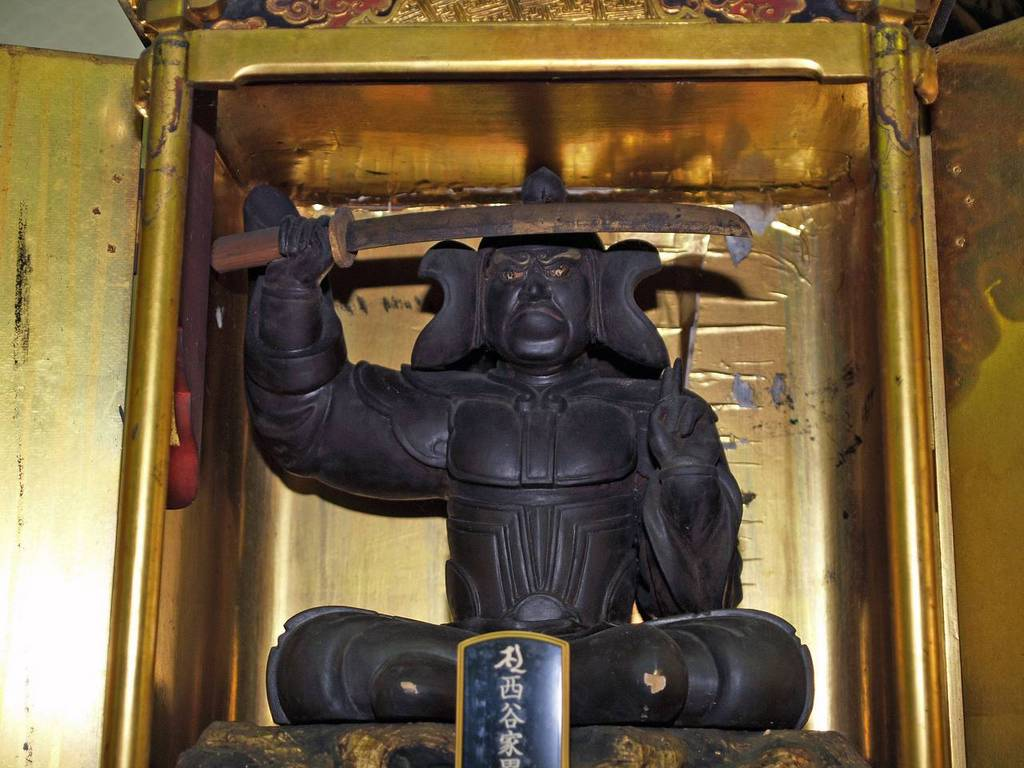
Uma estatua de Myōken em Hōun-ji, em Hyōgo

Myōken Bosatsu (sânscrito: Sudrsti / Sudarśana, japonês: 妙 見 菩薩, chinês: Miàojiàn Púsà) ou  Hokushin-sonsei-myōken Daibosatsu , é um Bodisatva ( bosatsu ), que é a deificação da Estrela do Norte. Está principalmente associada aos templos budistas de Nitiren, Shingon e Tendai. 
Como deus da Estrela Polar, foi associado a Amenominakanushi-no-kami (Deus Celestial Ancestral do Coração Original do Universo), mas também a Kisshoten (também chamada Kichijoten um dos Sete Deuses da Sorte) e  Yakushi Nyōrai (ou Bhaisajyaguru, Buda da medicina). Myōken sempre foi adorado pelos Heike, e entre eles um dos primeiros samurais, Taira no Masakado. Ainda hoje, ele ainda é adorado pelos senhores e generais honorários do clã Sōma, como parte dos rituais do Sōma Nomaoi 